# Gerhard Geston
Karl Gerhard Geston, född 24 september 1875 i Mjölby församling, Östergötlands län, död 15 september 1960 i Västerås, var en svensk ingenjör.

## Biografi
Geston, som var son till handlanden Hans Johan Gustafsson och Sofia Gustafsson, utexaminerades från tekniska läroverket i Borås 1895 och från vävskolan 1898. Han praktiserade på kontor och verkstäder 1895–1897, var byggnadsingenjör och konstruktör hos Union Elektricitäts-Gesellschaft i Berlin 1899–1902, hos Kölnische Maschinenbau AG i Köln-Bayenthal 1902–1904 och hos Carl Francke i Bremen 1904–1905. Han var chef för Västerås stads vatten- och avloppsledningar samt gas- och elektricitetsverk 1905–1941 och bedrev därefter konsulterande verksamhet i Västerås. Han var sekreterare i Tekniska föreningen i Västerås 1913–1915 och ordförande i Västerås stads tjänstemannasällskap 1928–1940. Han utgav boken Folket på Hemmaliden (1936).